# Jules Nempon
Jules Nempon (* 2. März 1890 in Armbouts-Cappel; † 7. Juni 1974 in Saint-Omer) war ein französischer Radrennfahrer.
Zwischen 1911 und 1928 startete Jules Nempon zehnmal bei der Tour de France. Sein bestes Ergebnis war ein zehnter Platz 1919. Da aber von ursprünglich 67 gestarteten Fahrern nur zehn in Paris ankamen, war er gleichzeitig der Träger der Roten Laterne des Letzten. Auf den Erstplatzierten Firmin Lambot hatte er einen Rückstand von 21 Stunden, 44 Minuten und zwölf Sekunden.